# Alfabetul arab

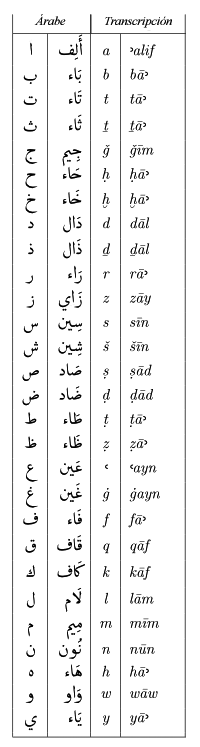

Alfabetul arab (în arabă: الأَبْجَدِيَّة العَرَبِيَّة, numele arab transliterat cu alfabetul latin: al-abjadīyah al-ʻarabīyah) este un abjad utilizat de numeroase limbi din Asia și Africa, printre care araba, urdu, persana. Ca număr de utilizatori, este al doilea alfabet din lume, după cel latin.
Alfabetul arab este derivat dintr-o formă cursivă a alfabetului nabataean (la rândul lui o variantă a alfabetului aramaic), fiind creația creștinilor din Hirah secolelor IV-V e.n.
Odată cu expansiunea islamului, acest alfabet a fost adoptat de numeroase alte limbi, chiar și nesemitice, printre care: persană, urdu, paștună, malaeză, hausa, mande, swahili, brahui, punjabi, kașmiriană, sindhi, uigură, kazahă, kirghiză, azerbaidjană, kurdă. Limba turcă a folosit acest alfabet până la reformele lui Kemal Atatürk.
Alfabetul arab are douăzeci și opt de litere care notează consoanele și vocalele lungi. Comparativ cu alfabetul latin, alfabetul arab nu cunoaște litere mari (majuscule) sau mici (minuscule). De asemenea, nu există litere specific de tipar ori specific de mână, ci doar stiluri de scriere diferite. În schimb, deoarece literele se leagă între ele, în cea mai mare parte a cazurilor, au forme diferite în funcție de relația lor cu celelalte litere din cuvânt.
Scrierea arabă este o scriere legată și cursivă. Literele au forme diferite în funcție de context (în funcție de poziția lor în cuvânt: formă izolată, formă inițială, mediană, finală). Consoanele dublate sunt marcate de un semn special, numit shadda (ar. شدة), asemănător literei „w”.
Caligrafia arabă este considerată o artă cu drepturi depline. De vreme ce islamul sunnit interzice reprezentarea ființelor vii, moscheile sunt decorate cu versete din Coran, scrise delicat. Un exemplu este palatul Alhambra de Granada.
SATTS (Standard Arabic Technical Transliteration System - Sistem de transliterare tehnică a arabei standard) este un standard pe care îl folosește armata Statelor Unite pentru a transcrie alfabetul arab cu litere din alfabetul latin.

## Numerale arabe
Există două tipuri de numerale în scrierea arabă; numerale arabe standard și numerale arabe orientale, folosite în scrierea arabă din Iran, Pakistan și India.
| numerale standard |   |
| ٠                 | 0 |
| ١                 | 1 |
| ٢                 | 2 |
| ٣                 | 3 |
| ٤                 | 4 |
| ٥                 | 5 |
| ٦                 | 6 |
| ٧                 | 7 |
| ٨                 | 8 |
| ٩                 | 9 |

| numerale arabe orientale |   |
| ۰                        | 0 |
| ۱                        | 1 |
| ۲                        | 2 |
| ۳                        | 3 |
| ۴                        | 4 |
| ۵                        | 5 |
| ۶                        | 6 |
| ۷                        | 7 |
| ۸                        | 8 |
| ۹                        | 9 |